# Abram-Perezville (Teksas)
Abram-Perezville je naseljeno mjesto za statističke potrebe u američkoj saveznoj državi Teksas. Prema popisu stanovništva iz 2010. u njemu je živjelo stanovnika.